# Wäscheabwurfanlage
Wäscheabwurfanlagen dienen dazu, Schmutzwäsche von einzelnen Stockwerken eines Gebäudes direkt in den Waschraum befördern zu können. Ähnlich funktionieren Papier- und Müllabwurfanlagen. Grundsätzlich kann man in Wäscheabwurfanlagen für Privathäuser und solche für den gewerblichen Bereich (Krankenhäuser, Altenheime, Hotels) unterscheiden. Wäscheabwurfanlagen im privaten Bereich dienen vornehmlich der Bequemlichkeit, Schmutzwäsche nicht über eines oder mehrere Stockwerke zur Waschmaschine tragen zu müssen. Wäscheabwurfanlagen im gewerblichen Bereich sind aus mehreren Gründen sinnvoll:
- In Hotels kann die Wäsche eines Stockwerkes an einem Punkt gesammelt und abgeworfen werden. Der Aufzug muss nicht genutzt werden. Dadurch verringern sich die Wartungskosten für Aufzüge.
- In Altenheimen oder Krankenhäusern kann verunreinigte Wäsche hygienisch abtransportiert werden. Der Wäscheabwurfschacht kann für diesen Zweck mit Desinfektionsanlagen ausgerüstet werden. Zusätzlich lassen sich auch Feuerlöscheinrichtungen bzw. feuerhemmende Einwurftüren (T30 oder T90) einbauen.